# Сан-Томе і Принсіпі на літніх Олімпійських іграх 2016
Сан-Томе і Принсіпі на літніх Олімпійських іграх 2016 в Ріо-де-Жанейро, представляли 3 спортсменів у 2 видах спорту. Жодної медалі олімпійці Сан-Томе і Принсіпі не завоювали.

## Спортсмени
| Дисципліна                      | Чоловіки | Жінки | Разом |
| ------------------------------- | -------- | ----- | ----- |
| Легка атлетика                  | 1        | 1     | 2     |
| Веслування на байдарках і каное | 1        | 0     | 1     |
| Разом                           | 2        | 1     | 3     |

## Легка атлетика
Легенда
- Note – для трекових дисциплін місце вказане лише для забігу, в якому взяв участь спортсмен
- Q = пройшов у наступне коло напряму
- q = пройшов у наступне коло за добором (для трекових дисциплін - найшвидші часи серед тих, хто не пройшов напряму; для технічних дисциплін - увійшов до визначеної кількості фіналістів за місцем якщо напряму пройшло менше спортсменів, ніж визначена кількість)
- NR = Національний рекорд
- N/A = Коло відсутнє у цій дисципліні
- Bye = спортсменові не потрібно змагатися у цьому колі

Трекові і шосейні дисципліни
| Спортсмен                     | Дисципліна                    | Попередній забіг | Попередній забіг | Півфінал         | Півфінал         | Фінал            | Фінал            |
| Спортсмен                     | Дисципліна                    | Час              | Місце            | Час              | Місце            | Час              | Місце            |
| ----------------------------- | ----------------------------- | ---------------- | ---------------- | ---------------- | ---------------- | ---------------- | ---------------- |
| Ромаріо Лейтао                | біг на 5000 метрів (чоловіки) | 15:53.32         | 25               | Н/Д              | Н/Д              | Завершив виступ  | Завершив виступ  |
| Сельма де Граса Соарес Бонфім | біг на 1500 метрів (жінки)    | 4:38.86          | 14               | Завершила виступ | Завершила виступ | Завершила виступ | Завершила виступ |

## Веслування на байдарках і каное
| Спортсмен   | Дисципліна            | Заїзди   | Заїзди | Півфінали | Півфінали | Фінал           | Фінал           |
| Спортсмен   | Дисципліна            | Час      | Місце  | Час       | Місце     | Час             | Місце           |
| ----------- | --------------------- | -------- | ------ | --------- | --------- | --------------- | --------------- |
| Buly Triste | К-1 1000 м (чоловіки) | 4:54.516 | 6      | 4:46.396  | 7         | Завершив виступ | Завершив виступ |

Пояснення до кваліфікації: FA = Кваліфікувались до фіналу A (за медалі); FB = Кваліфікувались до фіналу B (не за медалі)